# Портакал, Фатих
Фатих Портакал (2 февраля 1967 г.) — турецкий журналист и телеведущий.

## Жизнь и карьера
Портакал родился 2 февраля 1967 года в Назилли . Там он получил начальное образование, а затем получил среднее образование в средней школе Ататюрка . Затем он поступил в Школу делового администрирования Стамбульского университета, а в 1994 году переехал в Австралию, чтобы получить степень магистра и получить образование в области иностранных языков.
После получения образования он некоторое время управлял рестораном в Австралии. В 1997 году он вернулся в Турцию и женился на Армагане Топерье. В период с 1997 по 2005 год работал корреспондентом на Star TV . В 2005 году по предложению Мехмета Али Биранда присоединился к экипажу Kanal D. В мае 2010 года он получил предложение от Ирфана Дегирменчи и перешел в Fox.
В период с 2010 по 2013 год Портакал представил программу Çalar Saat на канале Fox. Назлы Толга отказалась от должности ведущей основного выпуска новостей 14 июня 2013 года и была заменена Портакал, которая начала вести программу Fox Ana Haber в сентябре 2013 года. Одновременно он представил еще одну программу под названием Fatih Portakal ile Türkiye’nin Trendleri .
В 2016 году он получил награду «Лучший ведущий новостей среди мужчин» на 43-й церемонии вручения премии « Золотая бабочка» .
В следующем году он снова получил награду на 44-й церемонии вручения премии «Золотая бабочка». В 2020 году он ушел с должности главного ведущего новостей на Fox, и его программа ''Fatih Portakal ile FOX Ana Haber'' закончилась. Впоследствии он открыл свой собственный канал на YouTube и начал загружать видео, оценивая текущие события и новости.

## Работает
- Sessiz (2012)
- Aklımla Dalga Geçme (2016)

## Программы
- Fatih Portakal ile Çalar Saat (2010—2013)
- Fatih Portakal ile FOX Ana Haber (2013—2020)
- fatihportakal.com — официальный сайт Фатих Портакал